# Mede (Italië)
Mede is een gemeente van 6926 inwoners in de provincie Pavia.

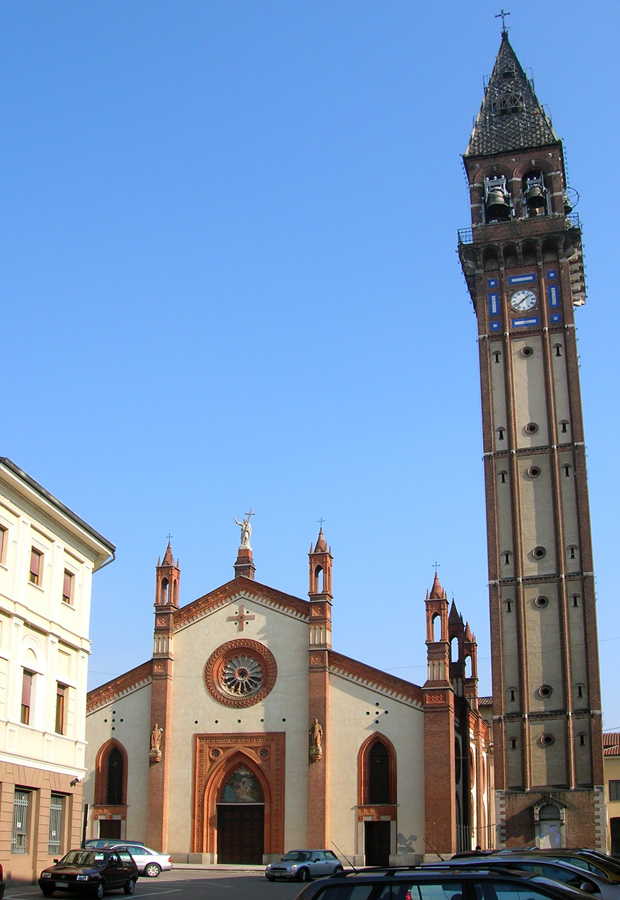
Parochiekerk
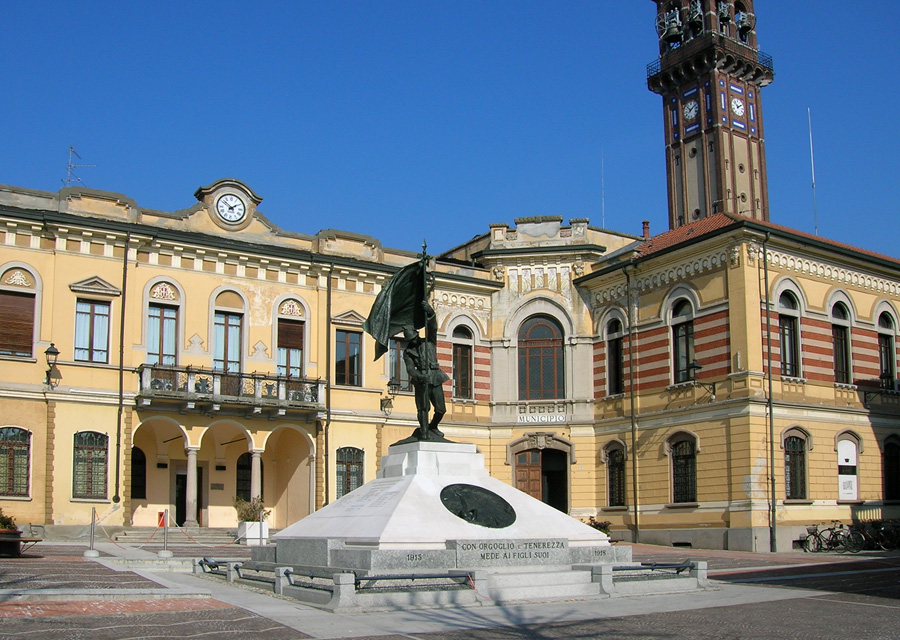
Gemeentehuis

## Geschiedenis
De gemeente was een belangrijk handelscentrum in de Romeinse tijd. In het Museo Civico di Novara bevinden zich enkele archeologische vondsten. In 1557 werd het door keizer Frederik I uitgeleend aan Conti Palatini van Lomello. Het was onderdeel van het hertogdom Milaan, waarna het in 1499 in Franse handen kwam. Na een periode van oorlogen werd het in 1525 Spaans gebied, en in 1707 werd het door Oostenrijk onder leiding van Eugenius van Savoye veroverd. Oostenrijk leverde het in 1707 uit, samen met heel Lomellina aan Savoye.

## Economie
Mede leeft voornamelijk van de landbouw. Er wordt vooral rijst verbouwd. Ook zijn er goudsmeden.

## Monumenten
In Mede is een kasteel aanwezig waarvan een vierkant deel overgebleven is.
Bovendien is er de kerk Chiesa Parrocchiale, gewijd aan Marziano en Martino, die in de 16e eeuw gebouwd is op de grondvesten van een heidense tempel.
De Riseria Masinari is de oudste van Lomellina; deze werd in de 18e eeuw opgericht door een kloosterorde.

## Folkloristische manifestatie
Elke tweede zondag van september wordt de Palio della Ciaramela gehouden, die bestaat uit een optocht van mensen in traditionele klederdracht en het spelen van het spel gioco della lippa, in het plaatselijke dialect ciaramela.

## Beroemdheden
In 1864 is in Mede de schilder Ferdinando Bialetti geboren.

## Bestuur van de gemeente
Burgemeester: Giorgio Guardamagna
Verkozen op: 14/05/2001
Alagna · Albaredo Arnaboldi · Albonese · Albuzzano · Arena Po · Badia Pavese · Bagnaria · Barbianello · Bascapè · Bastida Pancarana · Bastida de' Dossi · Battuda · Belgioioso · Bereguardo · Borgarello · Borgo Priolo · Borgo San Siro · Borgoratto Mormorolo · Bornasco · Bosnasco · Brallo di Pregola · Breme · Bressana Bottarone · Broni · Calvignano · Campospinoso · Candia Lomellina · Canevino · Canneto Pavese · Carbonara al Ticino · Casanova Lonati · Casatisma · Casei Gerola · Casorate Primo · Cassolnovo · Castana · Casteggio · Castelletto di Branduzzo · Castello d'Agogna · Castelnovetto · Cava Manara · Cecima · Ceranova · Ceretto Lomellina · Cergnago · Certosa di Pavia · Cervesina · Chignolo Po · Cigognola · Cilavegna · Codevilla · Confienza · Copiano · Corana · Cornale · Corteolona · Corvino San Quirico · Costa de' Nobili · Cozzo · Cura Carpignano · Dorno · Ferrera Erbognone · Filighera · Fortunago · Frascarolo · Galliavola · Gambarana · Gambolò · Garlasco · Genzone · Gerenzago · Giussago · Godiasco · Golferenzo · Gravellona Lomellina · Gropello Cairoli · Inverno e Monteleone · Landriano · Langosco · Lardirago · Linarolo · Lirio · Lomello · Lungavilla · Magherno · Marcignago · Marzano · Mede · Menconico · Mezzana Bigli · Mezzana Rabattone · Mezzanino · Miradolo Terme · Montalto Pavese · Montebello della Battaglia · Montecalvo Versiggia · Montescano · Montesegale · Monticelli Pavese · Montù Beccaria · Mornico Losana · Mortara · Nicorvo · Olevano di Lomellina · Oliva Gessi · Ottobiano · Palestro · Pancarana · Parona · Pavia · Pietra de' Giorgi · Pieve Albignola · Pieve Porto Morone · Pieve del Cairo · Pinarolo Po · Pizzale · Ponte Nizza · Portalbera · Rea · Redavalle · Retorbido · Rivanazzano Terme · Robbio · Robecco Pavese · Rocca Susella · Rocca de' Giorgi · Rognano · Romagnese · Roncaro · Rosasco · Rovescala · Ruino · San Cipriano Po · San Damiano al Colle · San Genesio ed Uniti · San Giorgio di Lomellina · San Martino Siccomario · San Zenone al Po · Sannazzaro de' Burgondi · Sant'Alessio con Vialone · Sant'Angelo Lomellina · Santa Cristina e Bissone · Santa Giuletta · Santa Margherita di Staffora · Santa Maria della Versa · Sartirana Lomellina · Scaldasole · Semiana · Silvano Pietra · Siziano · Sommo · Spessa · Stradella · Suardi · Torrazza Coste · Torre Beretti e Castellaro · Torre d'Arese · Torre d'Isola · Torre de' Negri · Torrevecchia Pia · Torricella Verzate · Travacò Siccomario · Trivolzio · Tromello · Trovo · Val di Nizza · Valeggio · Valle Lomellina · Valle Salimbene · Valverde · Varzi · Velezzo Lomellina · Vellezzo Bellini · Verretto · Verrua Po · Vidigulfo · Vigevano · Villa Biscossi · Villanova d'Ardenghi · Villanterio · Vistarino · Voghera · Volpara · Zavattarello · Zeccone · Zeme · Zenevredo · Zerbo · Zerbolò · Zinasco
1. ↑  https://demo.istat.it/?l=it.